# 細木かおり
細木 かおり（ほそき かおり、1978年12月11日 - ）は、日本の女性占い師。養子縁組をし、細木数子の娘となる。細木数子が考案した「六星占術」の継承者である。東京都港区生まれ、東京都世田谷区育ち。

## 略歴
1978年、東京都港区に生まれる。細木数子の妹の長女で、実母は水商売をやっていた。実父には別に家庭があり、不倫の末に実母は細木かおりを生んだ。3歳まで細木数子の赤坂のマンションで一緒に生活をする。5歳の時に実父に認知され一緒に住むようになる。
19歳で結婚し、同時に短大を中退する。結婚後最初は神奈川県にある43平米の木造アパートで暮らす。長女が生まれた後にパートとして働くが、3人目を妊娠するとバイト先で体調が悪くなり、仕事を辞める。
2008年には後継者になって欲しいと伝えられていたが、責任の重さと子育てで忙しかったこともあり一度は断っている。2014年、数子のマネージャー兼アシスタントを経て、数子が『自分のお墓を継承してほしい』という思いから、2016年に養子縁組をし養女となり、後継者として活動開始。
従来数子が著者となっていた『六星占術』シリーズの書籍についても、2020年度版よりかおりが著者となり、シリーズを引き継いでいる。

## 人物
血液型はB型。

## 家族
数子に薦められ、中学2年生の時に初めてお見合いをし、中学3年生の時に大学生だった今の夫と出会い、19歳で結婚。子供は長男、長女、次女がいる。現在は孫がいる。

## 出演

### テレビ番組
- しゃべくり007 2時間スペシャル（2019年2月4日、日本テレビ）
- ザ・発言X〜勝負の1日（2019年3月20日、日本テレビ）
- 細木数子の娘かおりがズバリ！あなたの人生 変えに来ました（2019年6月28日、テレビ東京）
- 踊る!さんま御殿!!（2019年11月26日、日本テレビ）